# Municipio de Allegheny (condado de Butler)
El municipio de Allegheny (en inglés: Allegheny Township) es un municipio ubicado en el condado de Butler en el estado estadounidense de Pensilvania. En el año 2000 tenía una población de 555 habitantes y una densidad poblacional de 8.9 personas por km².

## Geografía
El municipio de Allegheny se encuentra ubicado en las coordenadas 41°08′20″N 79°44′44″O / 41.13889, -79.74556.

## Demografía
Según la Oficina del Censo en 2000 los ingresos medios por hogar en la localidad eran de $31,484 y los ingresos medios por familia eran $34,500. Los hombres tenían unos ingresos medios de $35,357 frente a los $26,667 para las mujeres. La renta per cápita para la localidad era de $15,204. Alrededor del 13,6% de la población estaban por debajo del umbral de pobreza.